# 鎮海海軍基地
鎮海海軍基地（ちんかいかいぐんきち/チネかいぐんきち、韓国語: 진해 해군기지）は、慶尚南道昌原市鎮海区に所在する大韓民国海軍の主要基地。旧大日本帝国海軍鎮海警備府。海軍士官学校がある。

## 沿革
1945年11月30日閉鎖の大日本帝国海軍鎮海警備府を接収して設立された。
2007年12月1日、海軍作戦司令部が釜山海軍基地に移転した。

## 組織
- 鎮海海軍基地司令部
- 海軍教育司令部
- 海軍軍需司令部
- 海軍潜水艦司令部
- 海軍士官学校